# Vilho Tuulos
Vilho Immanuel Tuulos, detto Ville (Tampere, 26 marzo 1895 – Tampere, 5 settembre 1967), è stato un triplista finlandese.

## Biografia
Ai Giochi della VII Olimpiade vinse l'oro nel salto triplo ottenendo un risultato migliore dello svedese Folke Jansson (medaglia d'argento) e dello svedese Erik Almlöf.

## Palmarès
| Anno | Manifestazione  | Sede      | Evento       | Risultato | Misura   | Note |
| ---- | --------------- | --------- | ------------ | --------- | -------- | ---- |
| 1920 | Giochi olimpici | Anversa   | Salto triplo | Oro       | 14,505 m |      |
| 1924 | Giochi olimpici | Parigi    | Salto triplo | Bronzo    |          |      |
| 1928 | Giochi olimpici | Amsterdam | Salto triplo | Bronzo    |          |      |